# Katinong
Katinong est un village du Sénégal situé en Basse-Casamance. Il fait partie de la communauté rurale de Suelle, dans l'arrondissement de Sindian, le département de Bignona et la région de Ziguinchor.
Lors du dernier recensement (2002), la localité comptait 677 habitants et 94 ménages.

## Histoire
En milieu Diola, l'histoire se raconte de fils en fils. Elle est orale.
Assémé est un des fondateurs du Village de Katinong. Il s’est distingué par le choix du site devant abriter le village, car chasseur, il observa longtemps pour en fin tomber sur Sireune, zone où en saison des pluies, on observe à l’œil nu de multiples pores (sirobomrobom en Diola) sortant de terre comme des bulles d’air d’où jaillissait de l’eau clair comme l’eau de roche.
Ainsi il se dit que le village qu'il fondera sur ce site sera prospère. Nous petits-fils de Assémé avons trouvé un village luxuriant et prospère. De Sireune à Aguilaye en passant par Teumboul, Diayoss, Dianiack, Liwane et Eboula (sortie de Djibabancone), de Alouss, Kadioutouwa, Foodj à Aloyor, la culture du riz y donnait un rendement jamais égalé sur une parcelle de terre.
La zone poissonneuse était réservée au Foumpeullafu, la paille pour couvrir les toits des cases du village de Katinong au Boulouf poussait abondamment dans Koubolock, endroit où un rite annuel était organisé pour faire tomber la pluie obligatoirement le jour même et pour la suite de la saison des pluies. Assémé dirigeait lui-même en personne ce rite.
Chefferie à Katinong
En contact avec la colonisation, puis l'administration sénégalaise, Bindjoumé Coly fut nommé premier chef de village. À sa mort, sa succession a été assurée par Afourou Coly, qui rendit populaire ce village par son intelligence, sa clairvoyance et son sens pointu de management.
Viendront comme chefs de village Abourou Coly, puis Famaranding. Ansou Diedhiou fut intronisé en 1996. Le management de ce dernier fut contesté par une partie des villageois en décembre 2011.
Témoignage sur Allo, fils d'un chef du village
« Allo », le fils du pacifique FEU chef de village Abourou, a tiré sa révérence ce Samedi 3 mai et est inhumé le lendemain dimanche 4 mai 2020. 
"""Monsieur ELHADJI COLY, Professeur d’Histoire et Géographie à Kolda, tient à lui rendre un vibrant Hommage à travers ces mots""". 
Diayonkol ou fouyonkol, cette tige de mil restante, après qu'on a enlevé l'épi consommable, voilà ce qu’est cet objet représentant une personne qui s'appelle Kémo Coly. 
Cet homme Kémo Coly ou Kémo Diayonkol, ou encore Kémo « Allô » nous a quitté en silence. Un silence qui illustre son temps de la maladie qui l'a fragilisé depuis belle lurette. Kémo Diayonkol est parti en ce mois béni de ramadan joindre l'au-delà. De par sa dimension et son sens de l'humour, son rappel à Dieu ne peut être loin d'un silence s'il y avait silence autour d'un mort. 
« Allô » est mort, « Allô » est parti, mais « Allô » est encore là ; car la bonté de l'homme « Allo », fait que toute la planète communique par cette expression « Allô ». 
Petit de taille mais grand de par son peuple, le village de Katinong dans le département de Bignona, a bien son « Allô ». 
Bien-sûr un « Allô », oui un « Allô » qui a vécu en communion avec son peuple et jusque loin de sa terre natale. Souvenirs oui, ils sont nombreux ses faits et gestes rigolos qui faisaient enthousiasme partout. 
Souvenirs oui en 1989 à l'occasion d'une cérémonie culturelle d’allamane, que les sages et autres initiés du village imposaient aux non-initiés (kambathie). «Àllô » de par ses gestes, ses paroles avec des mots doux, plongeaient toute l’assistance dans un concert de rire commun. Au milieu de la foule et du cercle de danse, « Allô » a séduit tout un monde en voulant faire quelques pas de danse (kathing thing).
Souvenirs oui, en 2004, Katinong ce beau village aux fromagers géants, tient son bukut (la grande initiation). Un moment fort culturellement qui illustra Kémo Diayonkol dans ses œuvres et ses hautes responsabilités. Une chanson fétiche lui a été attribuée par les sages pour montrer le poids de la responsabilité qui pesaient sur ses épaules de par son Dioungou (nom du son bois sacré) pour donner le ton à tout Katinong. A cette année de bukut,  
Souvenirs oui, Bacotch et ses quartiers voisins rendaient visite au quartier de Lingtane de Afourou Coly, le talentueux prédécesseur chef de village de Abourou, père de « Allo ». Les trois quartier d'Orient venaient déposer un futur initier du nom de Tébognaa, leur Assumpul dans les bras de ses paires de Lingtane. Comme un jeune garçon sur les épaules de Karim Diedhiou, « Allô » en plein air, maniait son couteau long et blanc dans une symphonie de chants, de coups de fusil, y compris des pas de danse dans un décor et ambiance indescriptible.  
Des pages et des pages finiront certes mais pas les faits et gestes de cet homme qui vient de nous quitter. 
Des quatre coins du village ceinturé par des ancêtres comme Arrimbossy, Djilinssary, Diatimbeu, et tant d'autres, « Allô » est inhumé en terre natale. Hommage mérité à un inconditionnel de la vie sociale, un ami à tous sans distinction d'âge, de sexe et de religion. Adieu « Allô », que la paradis soit ta dernière demeure, nos prières t'accompagnent et le peuple de Katinong te dit grand merci.

## Jumelage Katinong-Richebourg
En 2006, le village de Baïla propose à leurs partenaires venant de France de visiter les villages voisins.
Bernadette Courty de la Mairie de Richebourg conduite par Samcidine Coly, prendra ainsi contact avec les villageois.
Monsieur Kadialy, Soulalou, Mme Kady Badji, Soupailly Diémé, Maï Badji ainsi que le chef du village Ansou ont mobilisé tous les habitants pour accueillir les hôtes. À cette occasion, ont été visités l''école, le dispensaire et le verger du village.
Un projet de jumelage et de partenariat germa et se concrétisa en septembre 2007 pour un petit projet de lutte contre la pauvreté et la sous-alimentation.
Aujourd'hui en 2017, la finition de la construction de la maternité du village a été réalisée grâce au soutien de Bernadette et de ses amis. L'inauguration a eu lieu le jeudi 19 janvier 2017 en présence du Maire de la commune rurale de Suelle ainsi que plusieurs élus locaux et la population.
Les populations qui jadis devaient se rendre à 4 km pour un simple pansement ont trouvé des réponses. Il y a une matrone au nom de Soupaye, les attentes sont encore là pour l'équipement et permettre aux femmes de faire leur accouchement dans Katinong, leur localité.

## Personnalités
- Yaya Coly, enseignant, ancien ambassadeur du Sénégal aux Comores, né à Katinong en 1932[4]